# Lammar Wright senior
Lammar Wright, Sr. (* 20. Juni 1907 in Texarkana, Texas; † 13. April 1973 in New York City) war ein amerikanischer Jazz-Trompeter des Oldtime Jazz und des Swing. 

## Leben und Wirken
Lammar Wright wuchs in Kansas City auf und saß Ende der 1920er Jahre im Orchester von Benny Moten. Im Jahr 1927 ging er nach New York und arbeitete zunächst bei den Missourians und dann bis 1941 bei Cab Calloway. In den 1940er Jahren war er erster Trompeter bei Don Redman, Claude Hopkins, Cootie Williams, Louis Armstrong, Lucky Millinder und Sy Oliver. Hier war er Solist in dem Titel „Lamar’s Boogie“, 1946. Zeitweise leitete er auch eigene Formationen, arbeitete als Studiomusiker und als Lehrer. In den 1950er Jahren arbeitete er bei Pérez Prado 1956, im Sauter-Finegan Orchestra 1957 und 1959 in George Shearings Big Band. 
Wrights zwei Söhne Lammar und Elmon waren auch Trompeter; Lammar jr. spielte bei Lionel Hampton und Charlie Barnet, Elmon bei Roy Eldridge, Earl Bostic und Buddy Rich, beide 1947/48 in der Bigband von Dizzy Gillespie.